# Mark Pellegrino
Mark Ross Pellegrino (ur. 9 kwietnia 1965 w Los Angeles) – amerykański aktor filmowy i telewizyjny, nauczyciel aktorstwa w założonym przez Jeffa Goldbluma Playhouse West w Północnym Hollywood. Wystąpił w serialach takich jak CBS/Showtime Dexter (2006-2007) jako Paul Bennett, Supernatural (2009) jako Lucyfer, Zagubieni (2009–2010) jako Jacob i Quantico (2015–2016) jako zastępca dyrektora FBI Clayton Haas.

## Wczesne lata
Urodził się w Los Angeles, w stanie Kalifornia. Uczył się w college’u na wydziale biologii morskiej, zanim skupił się na aktorstwie. Studiował w Playhouse West w Północnym Hollywood, a później został tam nauczycielem. Trenował różnego rodzaju sztuki walki.

## Kariera
Swoją ekranową przygodę rozpoczął od gościnnego udziału w serialu NBC Prawnicy z Miasta Aniołów (L.A. Law, 1987) jako punk u boku Harry’ego Hamlina, Jimmy’ego Smitsa i Blaira Underwooda oraz kinowej komedii sensacyjnej Śmiercionośna ślicznotka (Fatal Beauty, 1987) z Whoopi Goldberg, Samem Elliottem i Bradem Dourifem. Następnie zagrał w komedii sensacyjnej Zabójcza broń 3 (Lethal Weapon 3, 1992) u boku Mela Gibsona i Rene Russo, komedii kryminalnej Joela Coena Big Lebowski (The Big Lebowski, 1998) z Jeffem Bridgesem, dreszczowcu Wersety zbrodni (A Murder of Crows, 1999) u boku Cuby Goodinga Jr., Toma Berengera i Erika Stoltza, dramacie Davida Lyncha Mulholland Drive (Mulholland Dr., 2001) z Naomi Watts i Justinem Therouxem, komedii Powiedz, że to nie tak (Say It Isn't So, 2001) u boku Chrisa Kleina, Heather Graham i Sally Field, filmie sensacyjnym Nożownik (The Hunted, 2003) z Tommy Lee Jonesem i Benicio del Toro, przygodowym Skarb narodów (National Treasure, 2004) u boku Nicolasa Cage, dreszczowcu Amnezja (Twisted, 2004) z Ashley Judd i Andy Garcią, komedii Ellie Parker (2005) z Naomi Watts i Chevy Chase, dramacie biograficznym Capote (2005) u boku Philipa Seymoura Hoffmana oraz dreszczowcu Numer 23 (The Number 23, 2007) z Jimem Carreyem i Virginią Madsen.
Pojawiał się także gościnnie w serialach: CBS Przystanek Alaska (Northern Exposure, 1992), NBC Viper (1994), NBC Ostry dyżur (ER, 1996), CBS Nash Bridges (1996), ABC Nowojorscy gliniarze (NYPD Blue, 1997, 1998, 2002), Fox Z archiwum X (The X Files, 1999), ABC Bestia (The Beast, 2001) u boku Naveena Andrewsa, Franka Langelli, Lori Petty i Elizabeth Mitchell, ABC Kradzież (Thieves, 2001) z Johnem Stamosem, CBS Kryminalne zagadki Miami (CSI: Miami, 2003), CBS Kryminalne zagadki Las Vegas (CSI: Crime Scene Investigation, 2005) oraz CBS/Showtime Dexter (2006-2007), Supernatural (2009) jako Lucyfer.

## Filmografia
- Śmiercionośna ślicznotka (Fatal Beauty, 1987) jako Frankenstein
- Życzenie śmierci 4 (Death Wish 4: The Crackdown, 1987) jako Punk
- Nocne życie (Night Life, 1989) jako Allen Patumbo
- Wszystkie chwyty dozwolone (No Holds Barred, 1989) jako Randy
- Modlitwa Rollerboysów (Prayer of the Rollerboys, 1991) jako Bango
- Zabójcza broń 3 (Lethal Weapon 3, 1992) jako Billy Phelps
- Kłopotliwy bagaż (Trouble Bound, 1992) jako zastępca Roy
- Rabuś (Bank Robber, 1993) jako policjant
- West Point. Rocznik 61 (Class of ’61, 1993) jako Skinner
- Rycerz 2010 (Knight Rider 2010, 1994) jako Robert Lee
- Little Surprises (1995) jako Jack
- The Cherokee Kid (1996) jako Bonner
- Ucieczka przed prawem (Macon County Jail, 1997) jako Dan Oldum
- Wygnańcy miłości (Born into Exile, 1997) jako Walter
- Big Lebowski (The Big Lebowski, 1998) jako Blond Treehorn Thug
- Wersety zbrodni (A Murder of Crows, 1999) jako Andrew Corvus
- Certain Guys (1999) jako Cal
- Trafiona-zatopiona (Drowning Mona, 2000) jako Murph Calzone
- Lost in the Pershing Point Hotel (2000) jako Tripper
- Powiedz, że to nie tak (Say It Isn't So, 2001) jako Jimmy
- Ellie Parker  (2001)
- Mulholland Drive (Mulholland Dr., 2001) jako Joe Messing
- Moving Alan (2002) jako Alan Kennard
- Treading Water (2002) jako aktor
- Nożownik (The Hunted, 2003) jako Hewitt
- Skarb narodów (National Treasure, 2004) jako Johnson
- Amnezja (Twisted, 2004) jako Jimmy Schmidt
- Spartan (2004) jako Skazaniec
- NYPD 2069  (2004)
- Capote (2005) jako Richard Hickock
- Ellie Parker (2005) jako Justin
- Kofeina (Caffeine, 2006) jako Tom
- Numer 23 (The Number 23, 2007) jako Kyle Finch
- Zagubieni (Lost, 2009) jako Jacob
- Nie z tego świata (5-13 seria) jako Lucyfer
- Być człowiekiem (Being Human, 2011) jako Bishop

### Gościnnie
- Detektyw Hunter (Hunter, 1984–1991) jako John Reynolds
- Prawnicy z Miasta Aniołów (L.A. Law, 1986–1994) jako zbir
- Opowieści z krypty (Tales from the Crypt, 1989–1996) jako Punk
- Przystanek Alaska (Northern Exposure, 1990–1995) jako Rolf Hauser
- The Commish (1991–1995) jako Joe Edward Lund
- Nowojorscy gliniarze (NYPD Blue, 1993–2005) jako Fran Watkins
- Z Archiwum X (The X Files, 1993–2002) jako Derwood Spinks
- Viper (III, 1994–1999) jako Yuri
- Nash Bridges (1996–2001) jako Ferguson
- Kancelaria adwokacka (The Practice) (1997–2004) jako Herrick Smoltz
- Potępieniec (Brimstone, 1998–1999) jako Samuel Weisburg
- Dexter (serial telewizyjny), jako Paul, mąż Rity
- Skazany na śmierć (4 seria, odcinek 13 i 14) jako Vikan